# Claudia Ledesma Abdala
Claudia Alejandra Ledesma Abdala de Zamora (La Banda, Santiago del Estero, 14 de setembro de 1974), é uma política argentina, atualmente servindo como senadora nacional pela província de Santiago del Estero e como presidente provisional do Senado argentino desde 2019. Membra da Frente Cívica local por Santiago, Ledesma Abdala foi governadora de Santiago del Estero de 2013 a 2017, sucedendo e precedendo seu marido, Gerardo Zamora.

## Início da vida e da educação
Ledesma nasceu em La Banda. Seu pai, Oscar Ledesma, foi ativo na política local como apoiador do governador Carlos Juárez. Formou-se em advogada e tabeliã pela Universidade Católica de Santiago del Estero. Seu avô, Ricardo "Pololo" Abdala, era médico e também um importante líder da União Cívica Radical na província.

## Carreira política

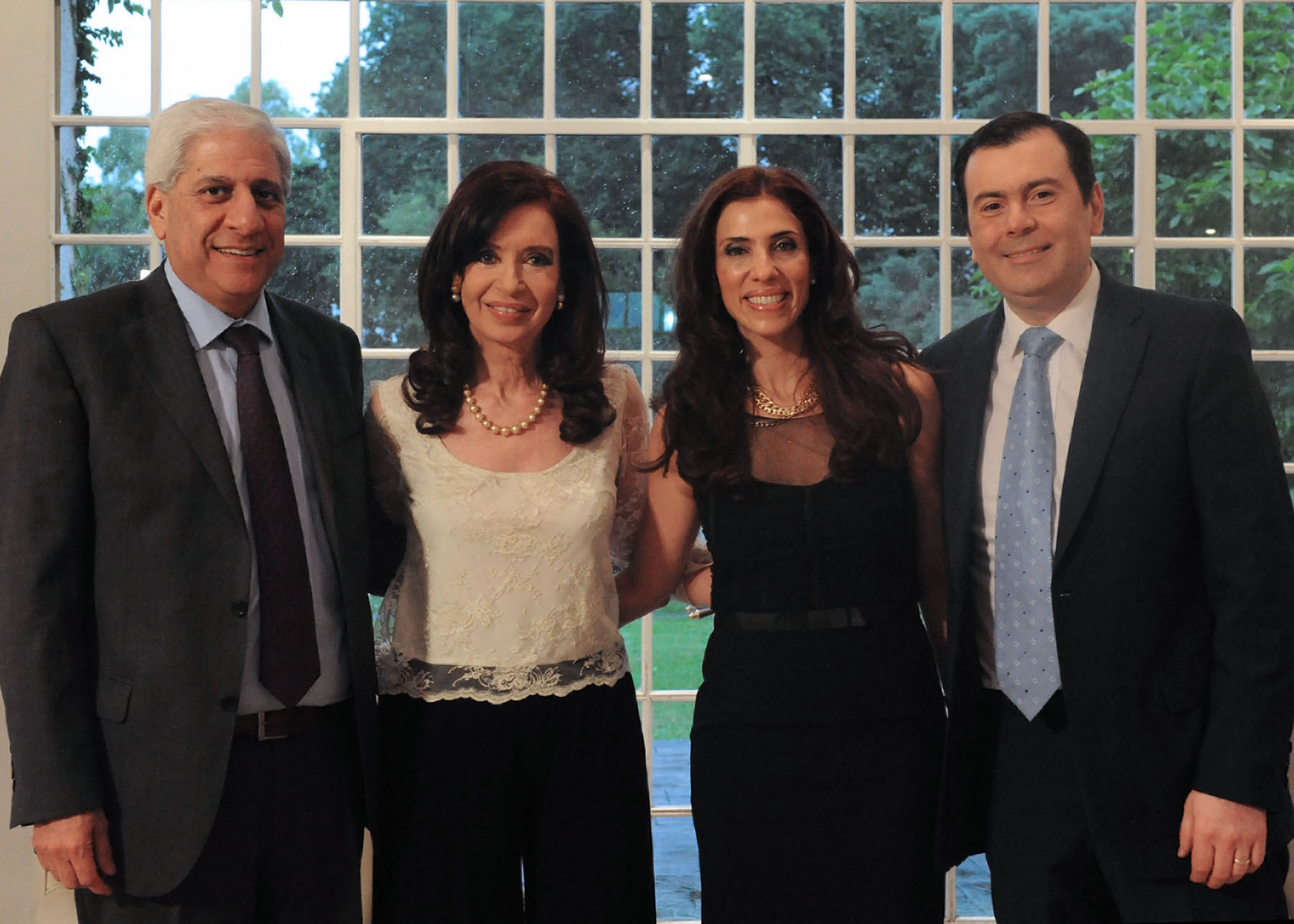
O vice-governador José Neder, a então presidente Cristina Kirchner, a governadora Claudia Ledesma Abdala e seu marido e predecessor Gerardo Zamora logo após a eleição de Ledesma em 2013.

Ledesma ingressou no serviço público em 2003, quando foi eleita Provedora de Justiça Cidadã de La Banda pela UCR e, em 2005, foi nomeada juíza de infrações local. Ledesma e seu primeiro marido, Jorge Amério, se divorciaram, e em 2005, ela conheceu seu futuro marido, o governador Gerardo Zamora. Mais tarde, ela foi nomeada por seu marido como Diretora do Registro Provincial de Veículos Automotores. O casal teve dois filhos e uma filha.

### Governador de Santiago del Estero
O governador Zamora nomeou sua esposa para a disputa de governador realizada em 2013, enquanto ele próprio concorreu a senador. Ambos ganharam suas respectivas corridas na Frente Cívica por Santiago, e Ledesma foi eleito governadora com quase 65% dos votos.
Zamora presidiu uma ambiciosa agenda de obras públicas na historicamente subdesenvolvida Santiago del Estero, 90% de cujo orçamento de US $ 1,8 bilhão foi financiado pelo governo federal em 2013. Ledesma continuou esta política e iniciou ou inaugurou vários projetos importantes como governadora. Estes incluíam, entre outros, um novo edifício para o Legislativo Provincial; o prédio de escritórios provinciais Juan Felipe Ibarra (o primeiro prédio do governo com certificação LEED na Argentina); aumentos no orçamento educacional para 1.100 novos professores e 10.000 novas carteiras; e melhorias nos sistemas de esgoto e outros serviços públicos.
Algumas das melhorias mais notáveis na área de saúde e assistência social durante sua gestão incluem obras de expansão em 14 hospitais e um novo hospital de 45720 m² em La Banda; um programa de educação e fiscalização sobre segurança viária que levou a uma redução de 40% nos acidentes com veículos automotores; um novo programa de nutrição infantil que fornece iogurte probiótico para mais de 47.000 crianças pobres; e programas habitacionais que incluíam habitação pública, bem como a promoção tanto da habitação cooperativa como programas de autoconstrução que financiaram mais de 3.000 dessas casas em 2015. 
O mandato de Ledesma Abdala terminou a 10 de dezembro de 2017. Foi sucedida por Zamora, que concorreu ao terceiro mandato e venceu.

### Presidente provisional do Senado
Ledesma Abdala concorreu a uma vaga no Senado Nacional nas eleições de 2019, na Frente Cívica para a chapa de Santiago. Ela venceu com 56,96% dos votos e tomou posse em 10 de dezembro de 2019. No mesmo dia, ela foi empossada como presidente provisional do Senado, sucedendo Federico Pinedo.